# District de Joe Gqabi
Le district municipal de Joe Gqabi (Joe Gqabi District Municipality en anglais), est un district municipal d'Afrique du Sud, situé dans la partie occidentale de la province du Cap-Oriental. Il est appelé jusqu'en 2011 district d'Ukhahlamba.
Il est divisé en quatre municipalités locales et en zones de gestion (District Management Areas en anglais).
La capitale du district de Joe Gqabi est Barkly East. Les langues les plus communément parlées par les 801 344 habitants sont le xhosa et le sotho.

## Municipalités locales
Le district regroupe les municipalités locales suivantes :
| Municipalité locale | Code  | Population | % de la population totale |
| ------------------- | ----- | ---------- | ------------------------- |
| Elundini            | EC141 | 138 141    | 39,50 %                   |
| Senqu               | EC142 | 134 150    | 38,35 %                   |
| Walter Sisulu       | EC?   | 77 477     | 22,15 %                   |

## Démographie
Voici les statistiques issues du recensement de 2001.
| Langue               | Population | %       |
| -------------------- | ---------- | ------- |
| Xhosa                | 244 021    | 70,47 % |
| Sotho du Sud         | 69 889     | 20,18 % |
| Afrikaans            | 20 329     | 5,87 %  |
| Anglais              | 5 696      | 1,64 %  |
| Langage des signes   | 2 124      | 0,61 %  |
| Autres               | 1 319      | 0,38 %  |
| Zoulou               | 875        | 0,25 %  |
| Ndébélé du Transvaal | 603        | 0,17 %  |
| Sotho du Nord        | 592        | 0,17 %  |
| Tswana               | 471        | 0,14 %  |
| Tsonga               | 153        | 0,04 %  |
| Venda                | 141        | 0,04 %  |
| Swati                | 77         | 0,02 %  |

### Sex-ratio
| Genre  | Population | %       |
| ------ | ---------- | ------- |
| Femmes | 184 325    | 52,70 % |
| Hommes | 165 443    | 47,30 % |

### Groupes ethniques
| Groupe ethnique    | Population | %       |
| ------------------ | ---------- | ------- |
| Noir               | 328 002    | 93,78 % |
| De couleur         | 12 177     | 3,48 %  |
| Blanc              | 8 277      | 2,37 %  |
| Indien / Asiatique | 632        | 0,18 %  |

### Âge
| Age       | Population | %       |
| --------- | ---------- | ------- |
| 000 - 004 | 35 279     | 10,34 % |
| 005 - 009 | 45 321     | 13,28 % |
| 010 - 014 | 51 410     | 15,06 % |
| 015 - 019 | 46 355     | 13,58 % |
| 020 - 024 | 28 543     | 8,36 %  |
| 025 - 029 | 19 533     | 5,72 %  |
| 030 - 034 | 16 274     | 4,77 %  |
| 035 - 039 | 15 584     | 4,57 %  |
| 040 - 044 | 14 915     | 4,37 %  |
| 045 - 049 | 12 997     | 3,81 %  |
| 050 - 054 | 11 073     | 3,24 %  |
| 055 - 059 | 9 131      | 2,68 %  |
| 060 - 064 | 9 828      | 2,88 %  |
| 065 - 069 | 9 700      | 2,84 %  |
| 070 - 074 | 6 694      | 1,96 %  |
| 075 - 079 | 3 824      | 1,12 %  |
| 080 - 084 | 3 312      | 0,97 %  |
| 085 - 089 | 962        | 0,28 %  |
| 090 - 094 | 402        | 0,12 %  |
| 095 - 099 | 138        | 0,04 %  |
| 100 plus  | 62         | 0,02 %  |